# ما شیاوشو
ما شیاوشو(به چینی:马晓旭)با نام مستعار وین رونی زن زادهٔ ۱۹۸۸ و بازیکن زن فوتبال اهل چین است.او برای باشگاه فوتبال دالیان هایچانگ بازی می کند.در ۵ فوریهٔ ۲۰۰۷ قراردادی با باشگاه اومئا آی‌کی بست.

## افتخارات
- بازیکن برتر تورنومنت AFC کاپ زنان آسیا (سال ۲۰۰۶)
- برندهٔ کفش طلایی و توپ طلایی جام جهانی فوتبال زنان زیر ۲۰ سال در سال ۲۰۰۶
- بازیکن سال فوتبال زنان آسیا (AFC) در سال ۲۰۰۶
- بهترین فوتبالیست زن جوان سال آسیا(۲۰۰۶)